# Tournoi d'ouverture du championnat du Honduras de football 2013
Navigation
Saison précédente Saison suivante
Le Tournoi Apertura 2013 est le trente-deuxième tournoi saisonnier disputé au Honduras.
C'est cependant la 63e fois que le titre de champion du Honduras est remis en jeu.
Lors de ce tournoi, le CD Olimpia a tenté de conserver son titre de champion du Honduras face aux neuf meilleurs clubs honduriens.
Chacun des dix clubs participant était confronté deux fois aux neuf autres équipes. Puis les six meilleures se sont affrontés lors d'une phase finale à la fin du tournoi.
Seulement une place était qualificative pour la Ligue des champions de la CONCACAF.

## Les 10 clubs participants
Ce tableau présente les dix équipes qualifiées pour disputer le championnat 2013-2014. On y trouve le nom des clubs, le nom des stades dans lesquels ils évoluent ainsi que la capacité et la localisation de ces derniers.
| \| Parrillas One CD Marathon Real España CD Motagua CD Olimpia Deportes Savio CD Victoria CD Vida CD Platense CD Real Sociedad \| Localisation des clubs. |
| Parrillas One CD Marathon Real España CD Motagua CD Olimpia Deportes Savio CD Victoria CD Vida CD Platense CD Real Sociedad                               |

| Club                  | Stade                               | Capacité | Ville               |
| CD Marathon           | Stade Yankel Rosenthal              | 15 000   | San Pedro Sula      |
| CD Motagua            | Stade Tiburcio Carias Andino        | 35 000   | Tegucigalpa         |
| CD Olimpia            | Stade Tiburcio Carias Andino        | 35 000   | Tegucigalpa         |
| Parrillas One (en)    | Stade León Gómez                    | 3 000    | Tela                |
| CD Platense           | Stade Excelsior                     | 10 000   | Puerto Cortés       |
| Real España           | Stade Francisco Morazán             | 20 000   | San Pedro Sula      |
| CD Real Sociedad (en) | Stade Francisco Martínez Durón (en) | 5 000    | Tocoa               |
| Deportes Savio        | Stade Sergio Antonio Reyes          | 3 000    | Santa Rosa de Copán |
| CD Victoria           | Stade Nilmo Edwards                 | 25 000   | La Ceiba            |
| CD Vida               | Stade Nilmo Edwards                 | 25 000   | La Ceiba            |

## Compétition
Le Tournoi Apertura se déroule de la même façon que les tournois saisonniers précédents :
- La phase de qualification : les dix-huit journées de championnat.
- La phase finale : les matchs aller-retour allant des quarts de finale à la finale.

### Phase de qualification
Lors de la phase de qualification les dix équipes affrontent à deux reprises les neuf autres équipes selon un calendrier tiré aléatoirement.
Les deux meilleures équipes sont qualifiées directement pour les demi-finale alors que les quatre suivantes se qualifient pour les quarts de finale.
Le classement est établi sur le barème de points classique (victoire à 3 points, match nul à 1, défaite à 0).
Le départage final se fait selon les critères suivants :
- Le nombre de points.
- La différence de buts générale.
- La différence de buts particulière.
- Le nombre de buts marqué.

#### Classement
| Rang | Équipe                | Pts | J  | G | N | P | Bp | Bc | Diff |
| ---- | --------------------- | --- | -- | - | - | - | -- | -- | ---- |
| 1    | CD Real Sociedad (en) | 30  | 18 | 8 | 6 | 4 | 29 | 21 | +8   |
| 2    | Real España           | 29  | 18 | 8 | 5 | 5 | 33 | 26 | +7   |
| 3    | CD Olimpia T          | 28  | 18 | 8 | 4 | 6 | 31 | 24 | +7   |
| 4    | Deportes Savio        | 25  | 18 | 6 | 7 | 5 | 25 | 30 | -5   |
| 5    | CD Platense           | 24  | 18 | 6 | 6 | 6 | 24 | 23 | +1   |
| 6    | Parrillas One (en) P  | 24  | 18 | 7 | 3 | 8 | 26 | 27 | -1   |
| 7    | CD Victoria           | 24  | 18 | 7 | 3 | 8 | 25 | 26 | -1   |
| 8    | CD Vida               | 23  | 18 | 6 | 5 | 7 | 28 | 32 | -4   |
| 9    | CD Motagua            | 21  | 18 | 5 | 6 | 7 | 25 | 27 | -2   |
| 10   | CD Marathon           | 17  | 18 | 4 | 5 | 9 | 20 | 30 | -10  |

| Légende : Qualifications et relégations | Légende : Qualifications et relégations          |
| --------------------------------------- | ------------------------------------------------ |
|                                         | Qualifié pour les demi-finales                   |
|                                         | Qualifié pour les quarts de finale               |
|                                         | T Tenant du titre P Promu de la saison 2012-2013 |

#### Matchs
| Résultats (▼dom., ►ext.)                                   | Sav | Mar | Mot | Oli | Par | Pla | Esp | Soc | Vic | Vid |
| Deportes Savio                                             |     | 2-2 | 1-0 | 2-2 | 2-1 | 4-2 | 2-2 | 0-0 | 3-4 | 1-1 |
| CD Marathon                                                | 1-2 |     | 1-1 | 0-2 | 2-1 | 0-0 | 2-0 | 2-4 | 0-2 | 0-1 |
| CD Motagua                                                 | 0-1 | 3-2 |     | 2-1 | 0-0 | 2-2 | 2-1 | 3-3 | 1-1 | 4-2 |
| CD Olimpia                                                 | 5-0 | 3-0 | 2-1 |     | 4-3 | 1-1 | 0-2 | 1-1 | 2-1 | 3-0 |
| Parrillas One (en)                                         | 1-1 | 3-1 | 1-2 | 0-1 |     | 3-0 | 3-2 | 2-1 | 1-0 | 1-2 |
| CD Platense                                                | 1-0 | 0-0 | 1-0 | 3-1 | 3-1 |     | 2-3 | 4-0 | 0-1 | 3-2 |
| Real España                                                | 2-3 | 1-1 | 2-0 | 3-1 | 4-1 | 1-1 |     | 3-1 | 3-1 | 2-2 |
| CD Real Sociedad (en)                                      | 1-1 | 2-1 | 1-1 | 2-0 | 0-1 | 2-0 | 3-0 |     | 2-0 | 2-0 |
| CD Victoria                                                | 3-0 | 1-2 | 3-2 | 1-1 | 1-1 | 1-0 | 0-1 | 0-2 |     | 3-2 |
| CD Vida                                                    | 2-0 | 2-3 | 2-1 | 2-1 | 1-2 | 1-1 | 1-1 | 2-2 | 3-2 |     |
| - Victoire à domicile - Match nul - Victoire à l'extérieur |     |     |     |     |     |     |     |     |     |     |

### La Phase Finale
Les six équipes qualifiées sont réparties dans le tableau final d'après leur classement général, le deuxième affrontant lors des demi-finales le vainqueur du quart opposant le quatrième au cinquième et le premier affrontant le vainqueur du quart opposant le troisième au sixième.
En cas d'égalité sur la somme des deux matchs, c'est la position au classement général qui départage les deux équipes, sauf pour la finale où des prolongations puis une séance de tirs au but ont éventuellement lieu.

#### Tableau
|  |                       |               |                |               |               |      |     |            |            |            |            |                       |     |   |        |        |        |        |        |  |  |
|  | 1/4 de finale         | 1/4 de finale | 1/4 de finale  | 1/4 de finale | 1/4 de finale |      |     | 1/2 finale | 1/2 finale | 1/2 finale | 1/2 finale | 1/2 finale            |     |   | Finale | Finale | Finale | Finale | Finale |  |  |
|  |                       |               |                |               |               |      |     |            |            |            |            |                       |     |   |        |        |        |        |        |  |  |
|  |                       |               |                |               |               |      |     |            |            |            |            |                       |     |   |        |        |        |        |        |  |  |
|  |                       |               |                |               |               |      |     |            |            |            |            |                       |     |   |        |        |        |        |        |  |  |
|  |                       |               |                |               |               |      |     |            |            |            |            |                       |     |   |        |        |        |        |        |  |  |
|  |                       |               |                |               |               |      |     |            |            |            |            |                       |     |   |        |        |        |        |        |  |  |
|  | CD Real Sociedad (en) | (1)           | 0              | 3             |               |      |     |            |            |            |            |                       |     |   |        |        |        |        |        |  |  |
|  | CD Real Sociedad (en) | (1)           | 0              | 3             |               |      |     |            |            |            |            |                       |     |   |        |        |        |        |        |  |  |
|  |                       |               | Deportes Savio | (4)           | 2             | 1    |     |            |            |            |            |                       |     |   |        |        |        |        |        |  |  |
|  | Deportes Savio        | (4)           | Deportes Savio | (4)           | 2             | 1    | 5   | 1          |            |            |            |                       |     |   |        |        |        |        |        |  |  |
|  | Deportes Savio        | (4)           |                |               |               |      |     |            |            |            |            |                       |     |   |        |        |        |        |        |  |  |
|  | CD Platense           | (5)           | 1              | 2             |               |      |     |            |            |            |            |                       |     |   |        |        |        |        |        |  |  |
|  | CD Platense           | (5)           | 1              | 2             |               |      |     |            |            |            |            | CD Real Sociedad (en) | (1) | 1 | 2      | 0(1)   |        |        |        |  |  |
|  |                       |               |                |               |               |      |     |            |            |            |            | CD Real Sociedad (en) | (1) | 1 | 2      | 0(1)   |        |        |        |  |  |
|  |                       | Real España   | (2)            | 3             | 0             | 0(3) |     |            |            |            |            |                       |     |   |        |        |        |        |        |  |  |
|  | CD Olimpia            | Real España   | (2)            | 3             | 0             | 0(3) | (3) | 0          | 2          |            |            |                       |     |   |        |        |        |        |        |  |  |
|  | CD Olimpia            |               |                |               |               |      | (3) | 0          | 2          |            |            |                       |     |   |        |        |        |        |        |  |  |
|  | Parrillas One (en)    | (6)           | 1              | 0             |               |      |     |            |            |            |            |                       |     |   |        |        |        |        |        |  |  |
|  | Parrillas One (en)    | (6)           | 1              | 0             | CD Olimpia    | (3)  | 0   | 1          | 0          |            |            |                       |     |   |        |        |        |        |        |  |  |
|  |                       |               |                |               |               | (3)  | 0   | 1          | 0          |            |            |                       |     |   |        |        |        |        |        |  |  |
|  |                       |               | Real España    | (2)           | 0             | 1    | 0   |            |            |            |            |                       |     |   |        |        |        |        |        |  |  |
|  |                       |               |                |               |               | 1    | 0   |            |            |            |            |                       |     |   |        |        |        |        |        |  |  |
|  |                       |               |                |               |               |      |     |            |            |            |            |                       |     |   |        |        |        |        |        |  |  |
|  |                       |               |                |               |               |      |     |            |            |            |            |                       |     |   |        |        |        |        |        |  |  |
|  |                       |               |                |               |               |      |     |            |            |            |            |                       |     |   |        |        |        |        |        |  |  |

#### Quarts de finale
| Club           | Aller | Retour | Club               | Commentaire |
| Deportes Savio | 5-1   | 1-2    | CD Platense        |             |
| CD Olimpia     | 0-1   | 2-0    | Parrillas One (en) |             |

#### Demi-finales
| Club                  | Aller | Retour | Club           | Commentaire                                 |
| CD Real Sociedad (en) | 0-2   | 3-1    | Deportes Savio | Meilleur classement sur la saison régulière |
| Real España           | 0-0   | 1-1    | CD Olimpia     | Meilleur classement sur la saison régulière |

#### Finale
| Match aller     | Real España                                               | 3:1   | CD Real Sociedad (en)     | Stade Francisco Morazán    |                            |
| 8 décembre 2013 | Bryan Róchez 14e · Bryan Róchez 32e · Claudio Cardozo 62e | (2:0) | Elkin González 58e (pen.) | Arbitrage : Armando Castro | Arbitrage : Armando Castro |
| 8 décembre 2013 | Rapport                                                   |       |                           | Arbitrage : Armando Castro | Arbitrage : Armando Castro |

| Match retour     | CD Real Sociedad (en)                                                | 2:0             | Real España                                                      | Stade Francisco Martínez Durón (en) |                              |
| 15 décembre 2013 | Elkin González 45e (pen.) · Henry Josué Martínez 90e                 | (1:0)           |                                                                  | Arbitrage : Melvin Matamoros        | Arbitrage : Melvin Matamoros |
| 15 décembre 2013 | Rapport                                                              |                 |                                                                  | Arbitrage : Melvin Matamoros        | Arbitrage : Melvin Matamoros |
| 15 décembre 2013 | Henrry Clark · Osman Melgares · Rony Martínez · Henry Josué Martínez | Tirs au but 1:3 | Julio Pablo Rodríguez · Gerson Rodas · Bryan Acosta · Juan Mejía | Arbitrage : Melvin Matamoros        | Arbitrage : Melvin Matamoros |

## Bilan du tournoi
| Tournoi d'ouverture du championnat de football du Honduras 2013 |                         |
| Champion                                                        | Real España (11e titre) |
| Dauphin                                                         | CD Real Sociedad (en)   |
| Qualifications continentales                                    |                         |
| Ligue des champions 2014-2015 (Phase de groupes)                | Real España             |

## Statistiques

### Buteurs
| Rang | Nom              | Équipe                | Buts |
| 1    | Anthony Lozano   | CD Olimpia            | 10   |
| 1    | Luis Lobo        | Parrillas One (en)    | 10   |
| 1    | Román Castillo   | CD Vida               | 10   |
| 1    | Julio de León    | CD Platense           | 10   |
| 1    | Claudio Cardozo  | Real España           | 10   |
| 1    | Bryan Róchez     | Real España           | 10   |
| 7    | Elkin González   | CD Real Sociedad (en) | 9    |
| 7    | Roger Rojas      | CD Olimpia            | 9    |
| 9    | Romell Quioto    | CD Vida               | 8    |
| 9    | Rony Martínez    | CD Real Sociedad (en) | 8    |
| 9    | Luis Ramírez     | Deportes Savio        | 8    |
| 12   | Javier Estupiñán | CD Platense           | 7    |
| 13   | 4 joueurs        | 4 joueurs             | 6    |
| 17   | 5 joueurs        | 5 joueurs             | 5    |
| 22   | 5 joueurs        | 5 joueurs             | 4    |
| 27   | 7 joueurs        | 7 joueurs             | 3    |
| 34   | 19 joueurs       | 19 joueurs            | 2    |
| 53   | 49 joueurs       | 49 joueurs            | 1    |